# NFL 1934
Die NFL-Saison 1934 war die 15. Saison der US-amerikanischen Footballliga National Football League (NFL). Meister der Liga wurden die New York Giants.
Nachdem die Cincinnati Reds ihre ersten acht Spiele verloren hatten und dazu noch die Ligagebühren nicht entrichteten, wurden sie in der Meisterschaft durch die St. Louis Gunners ersetzt. Die Portsmouth Spartans nannten sich in Detroit Lions um.
Es wurde vereinbart, dass das Championship Game in den geraden Jahren beim Gewinner der Eastern Division und in den ungeraden Jahren beim Gewinner der Western Division ausgetragen wird.
Als Pokal für den Meistertitel wurde die bis 1967 verliehene Ed Thorp Memorial Trophy gestiftet.

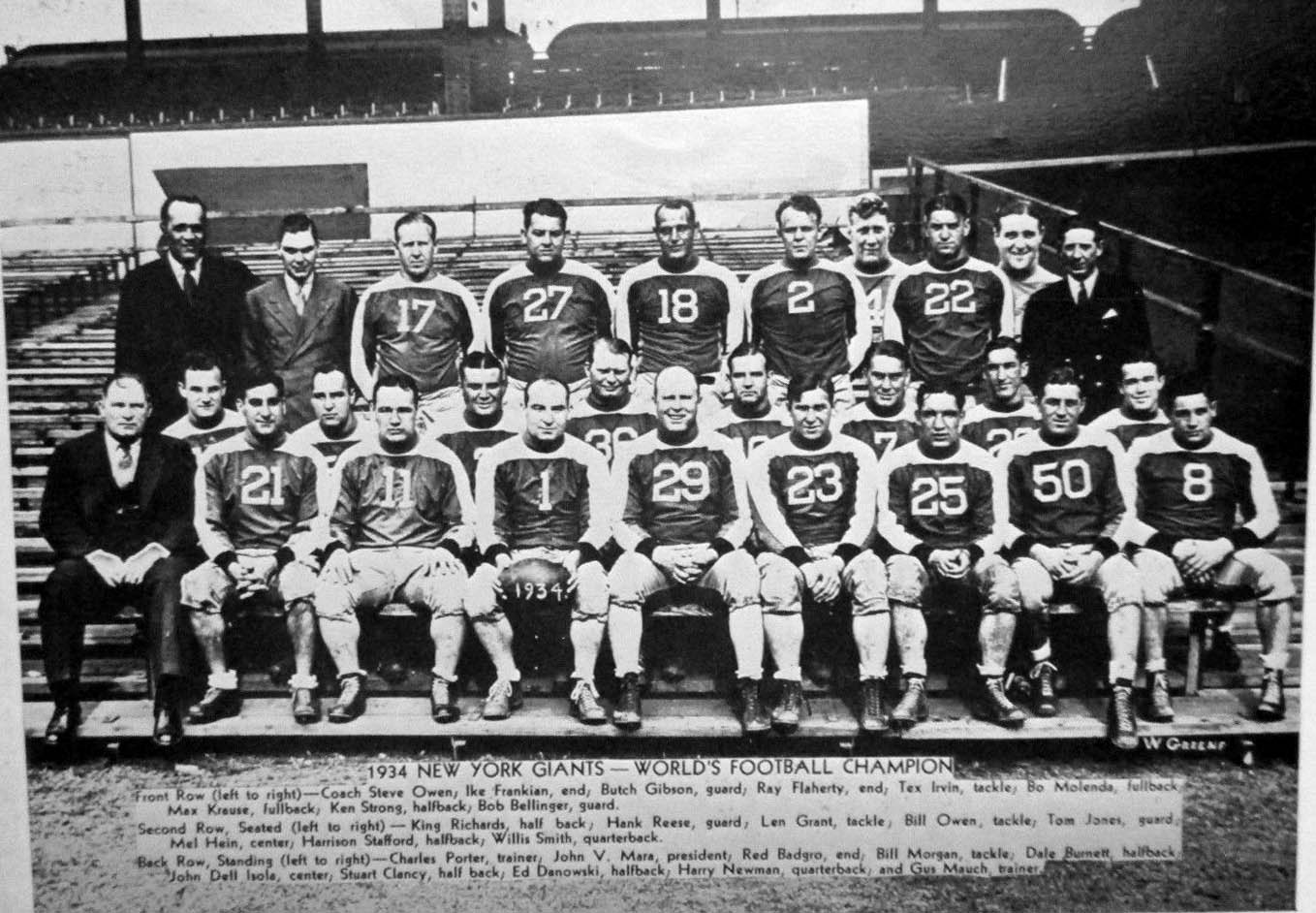
New York Giants 1934

## Tabelle

### Regular Season
| Eastern Division    | Eastern Division | Eastern Division | Eastern Division | Eastern Division | Eastern Division | Eastern Division |
| Team                | S                | N                | U                | SQ 1             | P+               | P−               |
| ------------------- | ---------------- | ---------------- | ---------------- | ---------------- | ---------------- | ---------------- |
| New York Giants     | 8                | 5                | 0                | 0,615            | 147              | 107              |
| Boston Redskins     | 6                | 6                | 0                | 0,500            | 107              | 94               |
| Brooklyn Dodgers    | 4                | 7                | 0                | 0,364            | 61               | 153              |
| Philadelphia Eagles | 4                | 7                | 0                | 0,364            | 127              | 85               |
| Pittsburgh Pirates  | 2                | 10               | 0                | 0,167            | 51               | 206              |

| Western Division  | Western Division | Western Division | Western Division | Western Division | Western Division | Western Division |
| Team              | S                | N                | U                | SQ 1             | P+               | P−               |
| ----------------- | ---------------- | ---------------- | ---------------- | ---------------- | ---------------- | ---------------- |
| Chicago Bears     | 13               | 0                | 0                | 1,000            | 286              | 86               |
| Detroit Lions     | 10               | 3                | 0                | 0,769            | 238              | 59               |
| Green Bay Packers | 7                | 6                | 0                | 0,538            | 156              | 112              |
| Chicago Cardinals | 5                | 6                | 0                | 0,455            | 80               | 84               |
| St. Louis Gunners | 1                | 2                | 0                | 0,333            | 27               | 61               |
| Cincinnati Reds   | 0                | 8                | 0                | 0,000            | 10               | 243              |

### Play-offs
Das Endspiel fand am 9. Dezember 1934 im Stadion Polo Grounds in New York City statt. Die New York Giants besiegten die Chicago Bears mit 30:13.